# Haya Raschid Al Chalifa

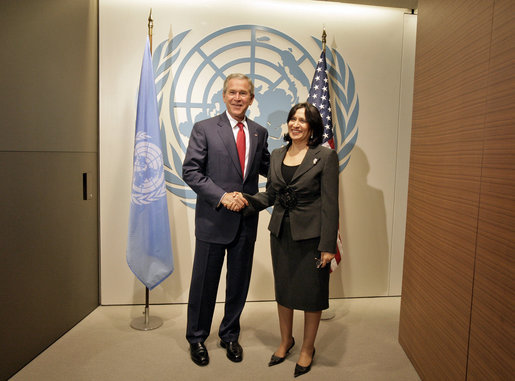
Haya Rashid Al Chalifa mit US-Präsident George W. Bush

Scheicha Haya Raschid Al Chalifa (arabisch هيا راشد آل خليفة, DMG Hayā Rāšid Āl Ḫalīfa, nach englischer Umschrift häufig Haya Rashed Al-Khalifa; * 18. Oktober 1952) ist eine Juristin und Diplomatin aus Bahrain. Im Juni 2006 wurde sie zur Präsidentin der 61. UN-Generalversammlung gewählt. Sie übernahm das Amt im September 2006 von ihrem Vorgänger Jan Eliasson und übte es ein Jahr lang bis zum 17. September 2007 aus. Al Chalifa war erst die dritte Frau, die der UN-Generalversammlung vorstand.
Al Chalifa studierte bis 1974 in Kuwait Jura; mit ihr wurde 1979, gemeinsam mit einer anderen, erstmals eine Frau in Bahrain als Anwältin zugelassen. 
Von 1999 bis 2004 war sie als erste Frau Botschafterin ihrer Heimat, die sie in Frankreich vertrat. 
Al Chalifa gehört zur Herrscherfamilie Bahrains Al Chalifa, ihr Urgroßvater Isa ibn Ali Al Chalifa war bis zu seinem Tod 1932 Herrscher des Landes.